# Alexis Posse
Alexis Posse (* 10. März 1898 in Riga; † 19. Januar 1938 in Berlin) war ein deutscher Theaterschauspieler und Regisseur sowie nationalsozialistischer Kulturpolitiker.

## Leben und Wirken
Alexis Posse war seit 1921 Schauspieler am Staatsschauspiel Dresden und trat gelegentlich auch als Regisseur in Erscheinung. Er trat zum 1. Januar 1931 der NSDAP bei (Mitgliedsnummer 405.602) und war im Dezember 1930 Mitbegründer der ersten Theaterfachgruppe dieser Partei in Sachsen. Im NSDAP-Gau Sachsen erfolgte seine Ernennung zum Gaukunstwart. Als solcher ging er verstärkt ab 1933 gegen liberal denkende und jüdische Künstler in Dresden und Sachsen vor. Am 7. März 1933, nachdem die Hakenkreuzflagge auf dem Schauspielhaus in Dresden gehisst worden war, übertrug Posse dem Schauspieler Rudolf Schröder die Disziplinargewalt über das Schauspielhaus. Zuvor war der Generalmusikdirektor Fritz Busch vor Beginn einer Rigoletto-Vorstellung an der Semperoper in Posses Auftrag von SA-Männern vom Pult gebrüllt worden und Kapellmeister Kurt Striegler übernahm den Taktstock. Fritz Busch musste sein Amt aufgeben.
Aus der von Posse mitbegründeten Theatergruppe ging die NSDAP-Ortsgruppe Am Taschenberg in Dresden hervor. Zum Jahresende 1934 verließ Posse das Staatsschauspiel, nachdem er im selben Jahr noch einer der Hauptorganisatoren der ersten Theatertagung in Sachsen gewesen war. In Berlin fand er am Theater der Jugend kurzzeitig eine neue Wirkungsstätte.
Posse nahm sich im Alter von 39 Jahren im Untersuchungsgefängnis Berlin-Moabit das Leben, bevor ihm wegen Vergehen wegen „sittlicher Verfehlungen“ der Prozess gemacht werden konnte.